# Hustler's Ambition
Hustler's Ambition è un brano musicale del rapper statunitense 50 Cent, pubblicato come primo singolo dalla colonna sonora Get Rich or Die Tryin'. Il brano è stato inoltre inserito come bonus track nell'album Curtis, terzo album di 50 Cent.

## Tracce
Vinile 12" Shady Records – INTR-11576-1, Aftermath Entertainment – INTR-11576-1, Interscope Records – INTR-11576-1
Lato A
1. Hustler's Ambition (Edited) - 4:01
2. Hustler's Ambition (Album) - 4:02
3. Hustler's Ambition (Instrumental) - 4:02
4. Hustler's Ambition (Acapella) - 3:39

Lato B
1. Hustler's Ambition (Edited) - 4:01
2. Hustler's Ambition (Album) - 4:02
3. Hustler's Ambition (Instrumental) - 4:02
4. Hustler's Ambition (Acapella) - 3:39

CD singol Interscope Records – 0602498797662, G Unit – 0602498797662
1. Hustler's Ambition - 4:02
2. In Da Club (Live) - 3:06
3. P.I.M.P. (Live) - 2:42
4. Hustler's Ambition (Video) - 4:02

## Classifiche
| Classifica (2006)                    | Posizione più alta |
| ------------------------------------ | ------------------ |
| U.S. Billboard Hot 100               | 65                 |
| U.S. Billboard Hot R&B/Hip-Hop Songs | 64                 |
| U.S. Billboard Pop 100               | 49                 |
| Official Singles Chart               | 13                 |